# Bernard-René Jourdan de Launay
Pour les articles homonymes, voir Launay et Delaunay.
Bernard René Jourdan, marquis de Launay, né le 8 ou 9 avril 1740  à la forteresse de la Bastille (dont son père était le gouverneur) et mort le 14 juillet 1789 à Paris, fut le dernier gouverneur de la Bastille. Commandant de sa garnison le 14 juillet 1789, au moment de la prise de la Bastille, il fut lynché par le peuple de Paris en place de Grève, ce qui fit de lui l'une des premières victimes de la Révolution française.

## Biographie

### Famille
Bernard René Jourdan de Launay est issu d'une famille normande anoblie par lettres patentes de 1638, données par le roi Louis XIII. Ses ancêtres occupent des charges dans la région de Saint-Sauveur-le-Vicomte, et tiennent plusieurs seigneuries autour de la paroisse de Golleville, dans le Cotentin.
Bernard René, dit Bernardin, est le fils de René Jourdan de Launay (1673-1749), écuyer, seigneur de Launay, de La Bretonnière, de La Hennodière, du Mesnil,  de La Motte et de La Varengère, lui-même ancien gouverneur de la Bastille et chevalier de l'ordre de Saint-Louis, et de Charlotte-Renée Aubry d'Armanville.
Jusqu'en 1777, il fut seigneur de La Bretonnière et propriétaire du petit château du même nom, à Golleville, qu'avait fait construire son père. Il le revendit alors au marquis de Sainte-Suzanne, Adolphe-Charles de Mauconvenant.

### Officier du roi
Bernard-René de Launay suivit la carrière des armes, entrant aux mousquetaires noirs du roi, devenant par la suite officier au régiment des Gardes françaises, et enfin capitaine d'un régiment de cavalerie.

### Gouverneur de la Bastille

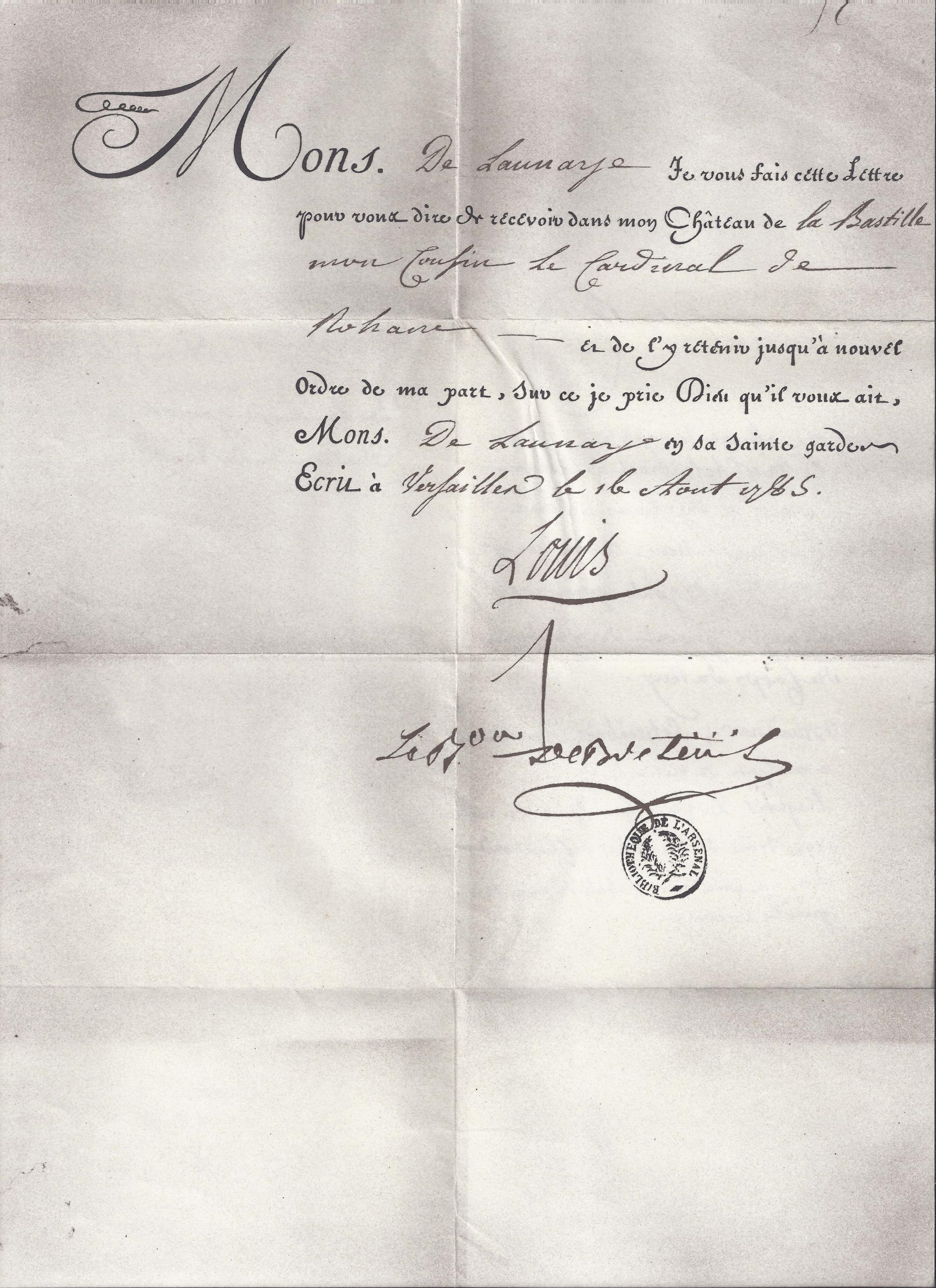
Lettre de cachet signée de Louis XVI ordonnant l'embastillement du cardinal de Rohan adressée au gouverneur de Launay dans l'affaire du collier de la reine.

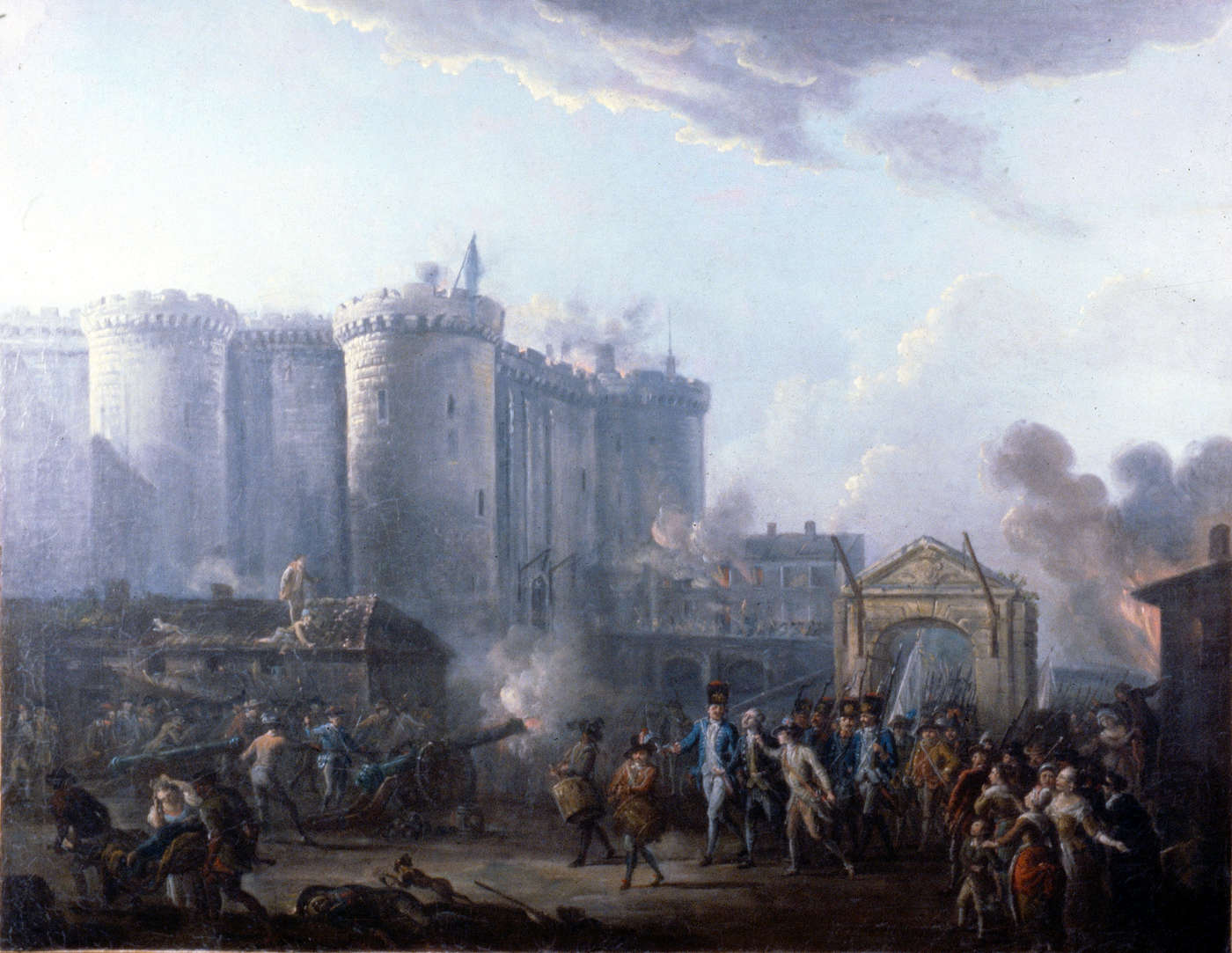
Arrestation du gouverneur de la Bastille, peinture de Jean-Baptiste Lallemand
(musée de la Révolution française).

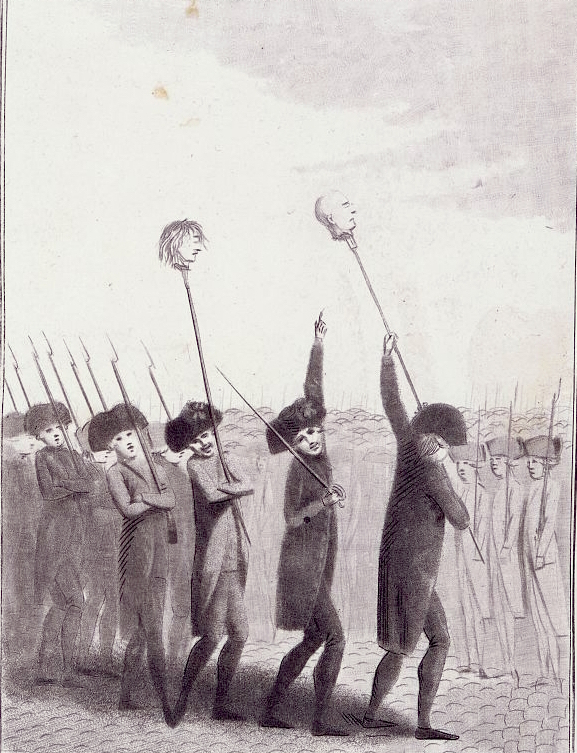
« C’est ainsi que l’on se venge des traitres. »
Gravure de 1789 dépeignant des soldats ou des miliciens portant les têtes de Jacques de Flesselles et du marquis de Launay sur des piques.

En 1776, il succède à Antoine-Joseph de Jumilhac au poste de gouverneur de la Bastille, fonctions dont il a racheté la charge en versant à son prédécesseur la somme de 300 000 livres. Comme de nombreux offices sous l'Ancien Régime, la charge de gouverneur de la Bastille faisait l'objet de négociations. L'acquéreur du gouvernement de la Bastille était toujours certain de faire une bonne affaire s'il vivait longtemps : une année ou deux dans ces fonctions permettaient largement de rembourser la somme avancée.
Ses treize années passées au poste de gouverneur de la Bastille se déroulent sans aucun fait majeur. On rapporte cependant que, le 19 décembre 1778, faute d'ordres parvenus jusqu'à lui, il omet de faire tonner le canon — comme le voulait la tradition — pour saluer la naissance de Madame Royale, fille aînée du roi Louis XVI et de la reine Marie-Antoinette.
Parmi les prisonniers dont il a la charge à la Bastille, on peut notamment relever qu'il eut à recevoir dans les murs de la forteresse le cardinal de Rohan, impliqué dans l'affaire du collier de la reine.

### Prise de la Bastille
Le 14 juillet 1789, au moment de la prise de la Bastille, aucun ordre ne parvient de Versailles et le gouverneur de Launay doit s'en remettre à son seul jugement. Deux solutions s'offrent à lui : user de la force pour défendre loyalement la Bastille face à ses assiégeants, ou bien accepter la demande de ces derniers afin d'éviter le conflit.
Contrairement à Sombreuil, gouverneur de l'hôtel des Invalides, qui accepte plus tôt ce même jour les demandes des révolutionnaires, le marquis de Launay refuse de remettre les armes et la poudre que les assaillants sont venus chercher. Il promet de ne pas tirer, à moins d'être attaqué et entame des pourparlers avec deux délégués de l'hôtel de ville, mais les discussions prennent du temps. Une partie de la foule commence à s'impatienter et finit par entrer dans la cour extérieure de la forteresse après qu'un petit groupe a cassé les chaînes de sécurité du pont-levis. Après sommation, la garnison ouvre le feu,,,,,. Les assiégeants interprètent ceci comme une trahison de la part de Launay,,,. Les combats qui s'ensuivent durent environ quatre heures, causant environ 100 morts parmi la foule et un mort parmi les défenseurs de la Bastille.
Pris de panique, Launay menace alors de faire sauter la forteresse et le quartier environnant. Abandonné par ses troupes, il finit par capituler en échange de la vie sauve pour lui et ses hommes, ce que les assaillants acceptent.
Selon la légende, on ne trouve pas de drapeau blanc et le gouverneur doit brandir une serviette, voire son mouchoir personnel. Il fait passer ses conditions par une fente de la Bastille. Les portes sont ouvertes à la foule, qui prend alors la Bastille.
Launay est arrêté et conduit sous escorte à l'hôtel de ville par un des chefs de l'insurrection, le soldat (et futur général) Pierre-Augustin Hulin. En place de Grève, la foule, furieuse, se jette sur lui et le lynche, en dépit de l'accord passé et de la tentative de médiation entamée par Éthis de Corny, procureur du roi de la ville de Paris. Launay est poignardé à plusieurs reprises avec des baïonnettes et reçoit un coup de feu. Selon des témoignages, ce lynchage aurait été déclenché par Launay qui aurait donné un coup de pied dans l'aine à un cuisinier au chômage nommé Desnot. Après le meurtre, sa tête est sciée par un boucher, Mathieu Jouve Jourdan, fixée au bout d'une pique et promenée dans les rues de la capitale. Launay est une des premières victimes de la Révolution française, aux côtés d'autres défenseurs de la Bastille, également lynchés.

## Une mémoire critiquée
Selon Antoine de Rivarol, il avait « perdu la tête avant qu'on ne la lui coupât ». 
La situation critique à laquelle cet officier peu expérimenté avait à faire face était telle que le baron de Besenval, commandant militaire de l’Île-de-France, avait en vain demandé au maréchal de Broglie, secrétaire d'État à la guerre, de le remplacer par un officier plus sûr et plus ferme.
Un des officiers suisses assiégés, le lieutenant Louis de Flue (ou Ludwig von Flüe), laissera ce portrait peu flatteur du dernier gouverneur de la Bastille :

« C’était un homme sans grandes connaissances militaires, sans expérience et de peu de cœur. (…) Dès le premier jour, j’appris à connaître cet homme par tous les préparatifs qu’il faisait pour la défense de son poste et qui ne rimaient à rien, et par son inquiétude continuelle et son irrésolution, je vis clairement que nous serions bien mal commandés si nous étions attaqués. Il était tellement frappé de terreur que la nuit, il prenait pour des ennemis les ombres des arbres et des autres objets environnants. Les Messieurs de l’état-major, le lieutenant du roi, le major de la place et moi-même, nous lui faisions très souvent des représentations, d’une part pour le tranquilliser sur la faiblesse de la garnison dont il se plaignait sans cesse, et d’autre part pour l’engager à ne pas se préoccuper de détails insignifiants et à ne pas négliger les choses importantes. Il nous écoutait, paraissait nous approuver et ensuite il agissait tout autrement, puis, un instant après, il changeait d’avis ; en un mot, dans tous ses faits et gestes, il faisait preuve de la plus grande irrésolution. »

## Descendance
Bernard-René Jourdan de Launay a eu trois filles de deux épouses :
- avec Ursule Philippe :
  - Adrienne Renée Ursule Jourdan de Launay est née en 1764. Elle épouse Henry-François-Joseph de Chapelle de Jumilhac, baron de Jumilhac, seigneur de Guigneville et mestre de camp de cavalerie, fils d'Antoine-Joseph de Jumilhac gouverneur de la Bastille de 1761 à 1776 et Anne-Constance de Bertin (1718-1775). Le contrat de mariage en date du 1er août 1839 d'Adèle Anthoine-Maillard de Villetron, bru d'Eutrope Alexandre Maillard et de Pauline-Élisabeth Regnard de Villetron, précise que la mariée apporte notamment en dot (article 8) la somme de 10 000 francs au comptant issue d'un don manuel de la baronne de Jumilhac qui la portait en grande affection ; Adèle Maillard de Villetron est la grand-mère de François Leuret, docteur et sénateur de la Gironde élu en 1945 ;
- avec Geneviève Thérèse Le Boursier :
  - Catherine Geneviève Philippine Jourdan de Launay est née en 1769 et est morte en 1802. Elle épouse Philippe Charles Bruno d'Agay (1754-1818), comte d’Agay et maître des requêtes, fils de François Marie Bruno d'Agay , maître des requêtes, intendant de Bretagne puis d'Amiens, et d'Anne Charlotte Le Bas du Plessis (1729-1802)[11].
  - Charlotte Gabrielle Ursule Jourdan de Launay est née en 1770.

## Peintures
L'arrestation du marquis de Launay a fait l'objet d'une toile des peintres Charles Thévenin et Jean-Baptiste Lallemand.

## Au cinéma
Le rôle du marquis de Launay est interprété au cinéma par :
- Henri Serre dans La Révolution française, 1989
- Jacques Morel dans Si Paris nous était conté, 1955
- Émile Vardannes dans Le Collier de la reine, 1929